# Melanodexia
Melanodexia is een geslacht van insecten uit de familie van de Bromvliegen (Calliphoridae), die tot de orde tweevleugeligen (Diptera) behoort.

## Soorten
- M. californica Hall, 1948
- M. glabricula (Bigot, 1888)
- M. grandis Shannon, 1926
- M. idahoensis (Hall, 1948)
- M. nox (Hall, 1948)
- M. satanica Shannon, 1926
- M. tristina (Hall, 1948)
- M. tristis Williston, 1893